# 1640 en science
| Années de la science : 1637 - 1638 - 1639 - 1640 - 1641 - 1642 - 1643    |
| Décennies de la science : 1610 - 1620 - 1630 - 1640 - 1650 - 1660 - 1670 |

Cet article présente les faits marquants de l'année 1640 en science.

## Événements

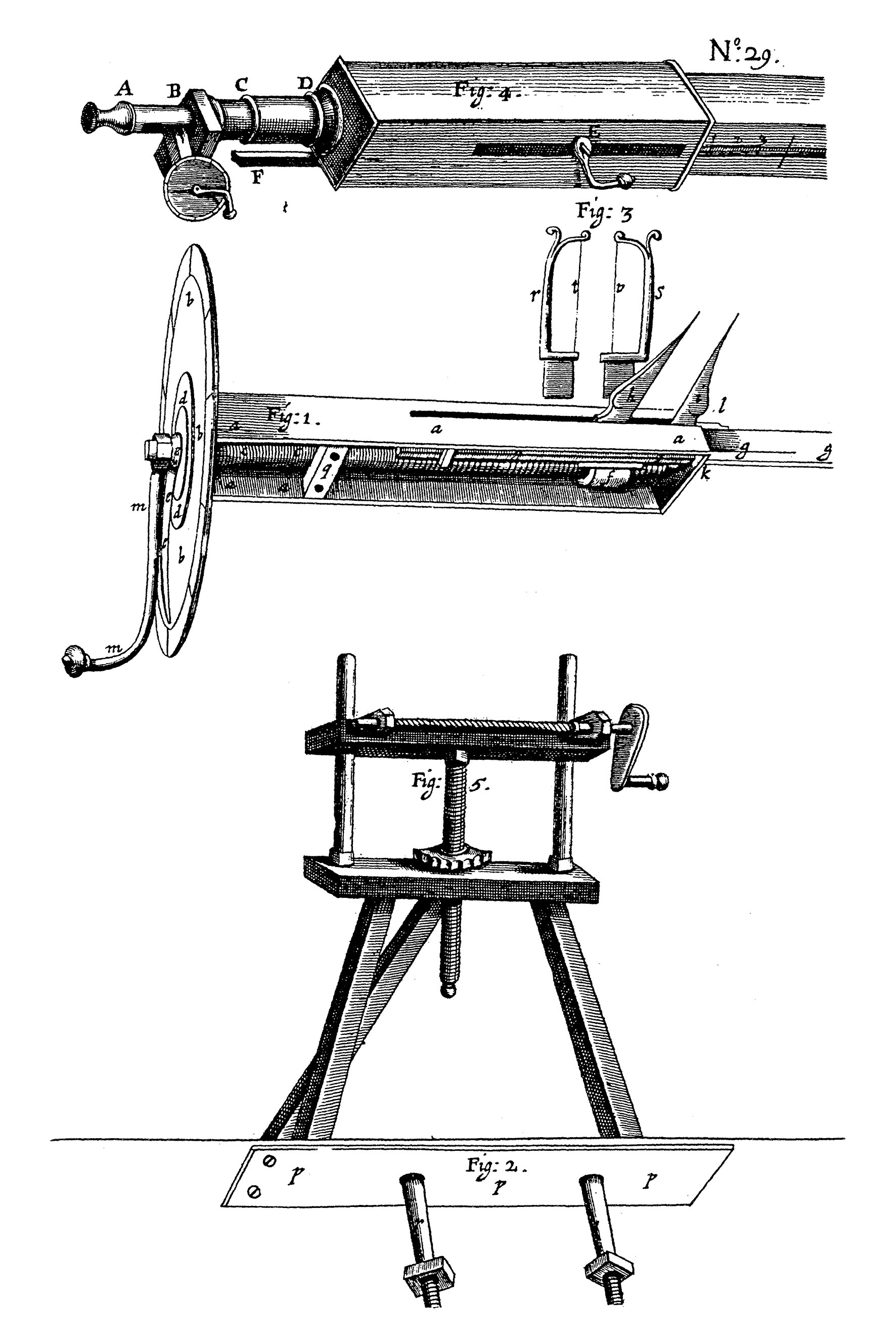
Micromètre de Gascoigne, dessin de Robert Hooke

- 18 octobre : Pierre de Fermat (1601 - 1665) énonce dans une lettre à Frénicle  le petit théorème de Fermat ; si a est un entier non divisible par p tel que  p est un nombre premier, alors a p-1 - 1 est un multiple de p'[1]'.
- Octobre : Gassendi fait exécuter au large de Marseille une expérience évoquée par Galilée qui met en évidence une sorte de principe de relativité ; une pierre jetée du haut d'une galère en marche tombe au pied du mat comme si la galère était immobile[2].
- 25 décembre : lettre de Fermat à Mersenne qui énonce son théorème des deux carrés[3].

- William Gascoigne invente le premier micromètre[4].

## Publications
- Ulisse Aldrovandi : Serpentum, et Draconum historiae libri duo, Bologne, 1640, posthume ;
- Metius : Institutiones Astronomicae Geographicae et Arithmeticæ libri duo: et geometriæ libri VI, 1640.
- John Parkinson : Theatrum botanicum.
- Blaise Pascal : Essai pour les coniques, qui démontre les propriétés caractéristiques de l’hexagramme mystique[5].
- John Wilkins, A Discourse Concerning a New Planet, Londres, Maynard, 1640 (présentation en ligne).

## Naissances
- 18 mars : Philippe de La Hire (mort en 1718), mathématicien, physicien et astronome français.
- 1er avril : Georg Mohr (mort en 1697), mathématicien danois. Il établira que l'usage de la règle était superflu en géométrie d'Euclide.
- 20 avril : Pierre Ango (mort en 1694), mathématicien et physicien français.
- 15 juin : Bernard Lamy (mort en 1715), mathématicien, philosophe et physicien français.
- 16 juin : Jacques Ozanam (mort en 1718), mathématicien français.
- 13 décembre : Robert Plot (mort en 1696), naturaliste et chimiste britannique.
- Joseph Knibb (mort en 1711), horloger et inventeur anglais.
- John Worlidge (en) (mort en 1700), agronome britannique.

## Décès
- 25 juillet : Fabio Colonna (né en 1567), botaniste italien[6].
- 22 décembre : Jean de Beaugrand (né entre 1584 et 1588), mathématicien français.

- Didier Dounot (né en 1574), mathématicien français.